# Dagmar Sedlická
Dagmar Sedlická (roz. Ouřadová; 12. listopadu 1947 Karlovy Vary – 9. září 2018 Čerčany) byla česká básnířka, spisovatelka, publicistka a psycholožka.

## Životopis
Jejím otcem byl Josef Ouřada a matkou Jindřiška Ouřadová. Měla bratra Iva Ouřadu. Prvním manželem byl architekt Jan Sedlický, druhým manželem byl Arnoldus Jacobus Wilhelmus Walthaus. Měla dvě dcery, Natalii a Magdalenu Sedlické.
Vystudovala filosofii a psychologii na Univerzitě Karlově. Pracovala v redakci Mladé Fronty a časopisu Kmen (později Tvar). Po roce 1990 založila ženský časopis Mona. Byla šéfredaktorkou časopisu Xantypa a Playboy. V časopise Playboy vydávala sloupky svých erotických povídek a byla členkou redakční rady. V posledních letech svého života pracovala jako publicistka v Literárních novinách, kde vedla přílohu s názvem Harmonie života.

## Dílo
Básnické sbírky:
- SEDLICKÁ, Dagmar. Dneska se stanu mužem. 1.vyd. Praha: Mladá Fronta, 1984. 63.s. Verše z let 1978-1982.
- SEDLICKÁ, Dagmar. Jak chtějí být milovány ženy. Praha: Mladá Fronta. 1987. 81.s. Tématem sbírky básní jsou  mezilidské vztahy, zvláště mezi mužem a ženou v současném světě.
- SEDLICKÁ, Dagmar. Já hříšná. PmD - Poezie mimo domov. 1993. 97 s. Autorem fotografií autorky v knize je Josef Hník.

Literární a kulturní publicistika - vydané knihy:
- SEDLICKÁ, Dagmar. Zákazník náš pán?! Praha, Institut certifikovaného vzdělávání ve spolupráci s Institutem environmentálních služeb, 2003. 66 s. Ilustrace Jiří Slíva.
- SEDLICKÁ, Dagmar. 1 + 1, aneb, První pomoc a druhá navíc. Institut environmentálních služeb, 2004. 72 s. Ilustrace Jiří Slíva.
- SEDLICKÁ, Dagmar. Fenomén Šípek: zpověď kosmopolitního architekta a designéra. 1. vyd. Praha: Mladá fronta, 2008. 181 s. ISBN 978-80-204-1629-2. Životopis architekta Bořka Šípka, s nímž byli dlouholetí přátelé. O jeho práci, setkání se zajímavými lidmi z celého světa i o jeho životním krédu vypráví publikace, kterou společně s ním napsala česká publicistka Dagmar Sedlická.
- SEDLICKÁ, Dagmar. Copak to mají v kalhotách? Aneb 30 ženských pohledů na mužský sex (a to, co se kolem něj odehrává). XYZ, 2010. 272 s. Zasvěcené i humorné pohledy na mužskou erotiku a sex přináší rozverný, polemizující a zároveň laskavý průvodce Dagmar Sedlické. Publicistka, básnířka a psycholožka představuje ženám i mužům všechno, co se mužské erotiky týká, a přesvědčuje nás, že se jedná o složitější, komplikovanější a především něžnější záležitost, než jak ji ženy vnímají a muži přiznávají. ISBN 978-80-7388-390-4.
- Chystá se vydání pokračování: SEDLICKÁ, Dagmar. Copak to máme pod sukní?